# Cyptonychia flaviceps
Cyptonychia flaviceps är en fjärilsart som beskrevs av Druce 1899. Cyptonychia flaviceps ingår i släktet Cyptonychia och familjen nattflyn. Inga underarter finns listade i Catalogue of Life.